# Islas Corea
Las islas Corea son un conjunto de islas fluviales del río Amazonas pertenecientes al Perú, ubicadas en el distrito de Ramón Castilla, en la provincia de Mariscal Ramón Castilla, al este del departamento de Loreto, cerca a la frontera con Colombia.
Cerca a las islas se encuentra la isla de los Micos en territorio colombiano.

## Descripción

### Historia
Las islas pertenecen al río Amazonas, las dos principales son la llamada Corea y Coreíta, emergidas en la década de 1940, una década posterior a la guerra colombo-peruana.
En 2019 el congresista por el departamento de Loreto Jorge Meléndez presentó un proyecto de ley para la creación del distrito de Bellavista-Callarú con territorio de los distritos ya existentes de Ramón Castilla y Yavarí, el distrito incluiría a las islas Coreas.

### Fauna
Las islas no cuentan con población permanente, los centros poblados más cercanos a las islas son Santa Rosa del Yavarí por Perú y Leticia por Colombia. Por su nula presencia humana, en las islas abunda una variedad de aves endémicas.